# روماریو ایبارا
روماریو ایبارا (اسپانیایی: Romario Ibarra‎؛ زادهٔ ۲۴ سپتامبر ۱۹۹۴) بازیکن فوتبال اهل اکوادور است.
وی همچنین در تیم ملی فوتبال اکوادور بازی کرده‌است.